# Bellou-en-Houlme
Bellou-en-Houlme è un comune francese di 1 122 abitanti situato nel dipartimento dell'Orne nella regione della Normandia.

## Società

### Evoluzione demografica
Abitanti censiti